# 1966 Tristan
1966 Tristan è un asteroide della fascia principale. Scoperto nel 1960, presenta un'orbita caratterizzata da un semiasse maggiore pari a 2,4477338 UA e da un'eccentricità di 0,0897301, inclinata di 2,48276° rispetto all'eclittica.
L'asteroide è dedicato al leggendario cavaliere medioevale Tristano.